# Croix de cimetière de Lavalette
La croix de cimetière de Lavalette est une croix située sur le mur du chœur de l'église Lavalette, en France.

## Localisation
La croix est située sur la commune de Lavalette, dans le département français de l'Aude.

## Historique
L'édifice est inscrit au titre des monuments historiques en 1949.